# VIIIe siècle en architecture
VIIe siècle en architecture - VIIIe siècle - IXe siècle en architecture
Cet article concerne les événements concernant l'architecture qui se sont déroulés durant le VIIIe siècle :

## Événements
- Vers 680-750 : en Italie, construction des abbayes de Farfà (reconstruite vers 680-700[1]), San Vincenzo al Volturno (703[2]), San Salvatore al Monte Amiata (vers 744-749[3]) et Monte Cassino (reconstruite en 717[4]).

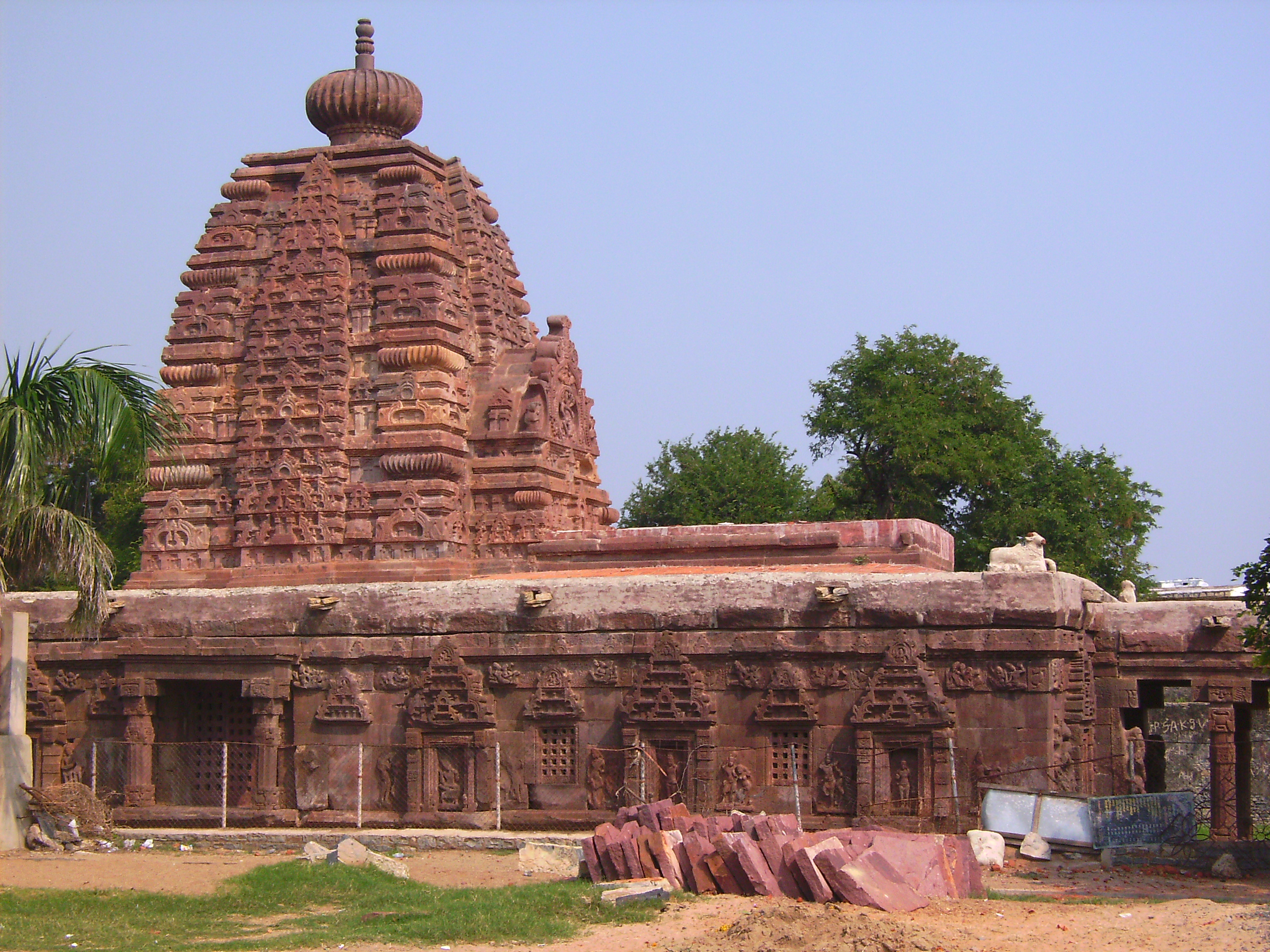
Complexe des Navabrahma à Alampur.

- 696-755 : construction des neufs temples d'Alampur en Inde par les châlukyas orientaux[5].

- 705-715 : construction de la grande mosquée des Omeyyades à Damas[6].
- 707-709 :
  - reconstruction de la mosquée de Médine sur le tombeau de Mahomet. Introduction du mihrab[7].
  - construction de la Petite pagode de l'oie sauvage à Chang'an, capitale de la dynastie Tang[8].

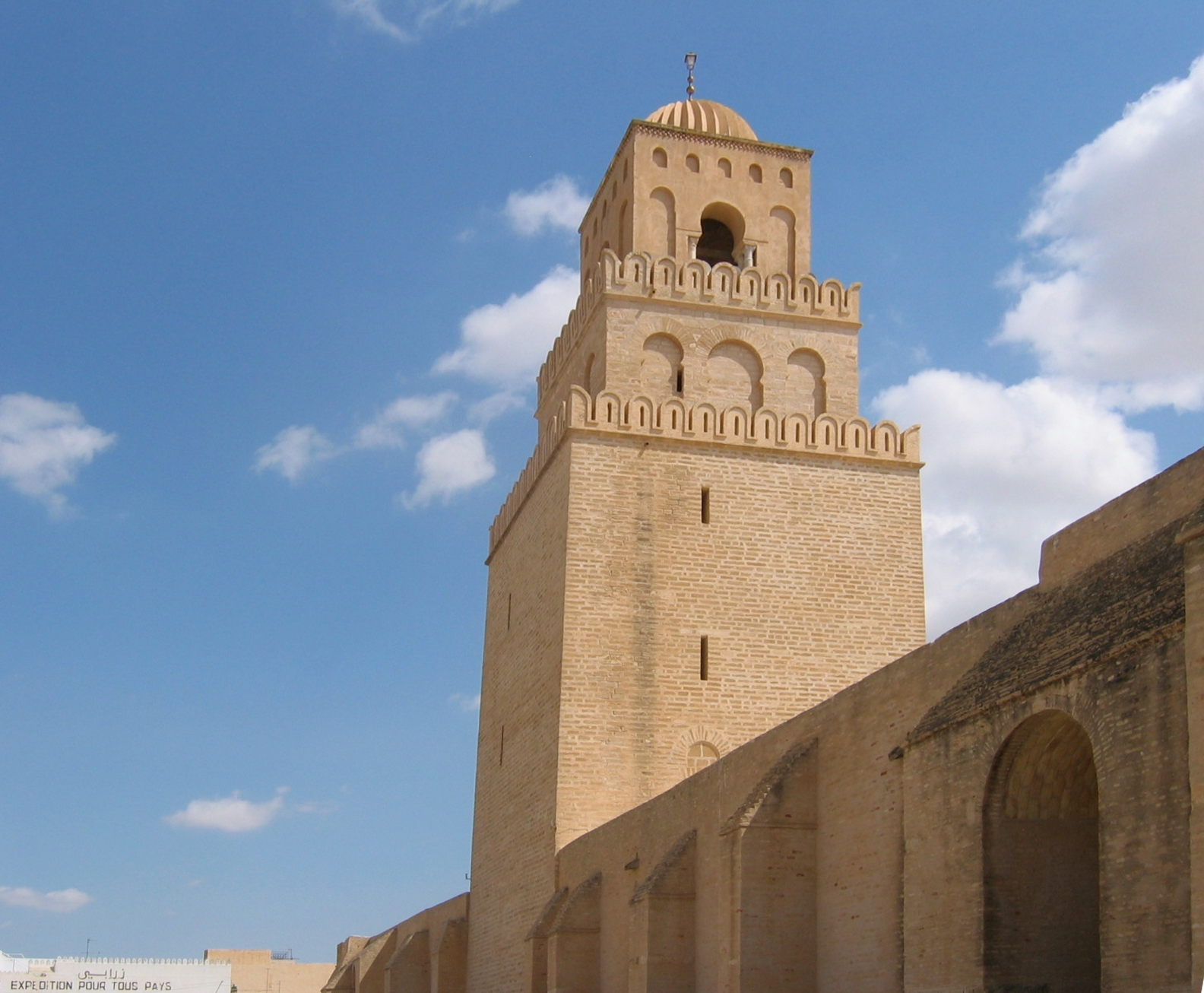
Minaret de la grande mosquée de Kairouan

- 724-728 : en Tunisie, la grande mosquée de Kairouan, qui est la première mosquée de l'occident musulman, fait l'objet d'une campagne de reconstruction et d'agrandissement supervisée par Bichr Ibn Safwan gouverneur du calife omeyyade Hicham ben Abd al-Malik ; c'est de cette époque que date la partie inférieure du minaret construite en blocs de pierres appareillées de remploi[9],[10].

- 768 - 855 : essor de l'architecture carolingienne ; construction de 27 cathédrales, 417 établissements monastiques et 100 résidences royales[11].
- 774 : en Tunisie, la grande mosquée de Kairouan, qui est le plus important édifice religieux du Maghreb, est reconstruite une nouvelle fois par le gouverneur abbasside Yazid ibn Hatim [12].
- 775 : consécration en présence de Charlemagne de la nouvelle basilique Saint-Denis reconstruite dans des dimensions beaucoup plus vastes par le vœux de Pépin le Bref[13]
- Vers 780 : reconstruction de la mosquée al-Aqsa à Jérusalem[14].
- 782 : reconstruction de la grande salle du temple de Nanchan, au Mont Wutai ,dans le Shanxi, le plus ancien bâtiment de bois conservé de Chine[15].

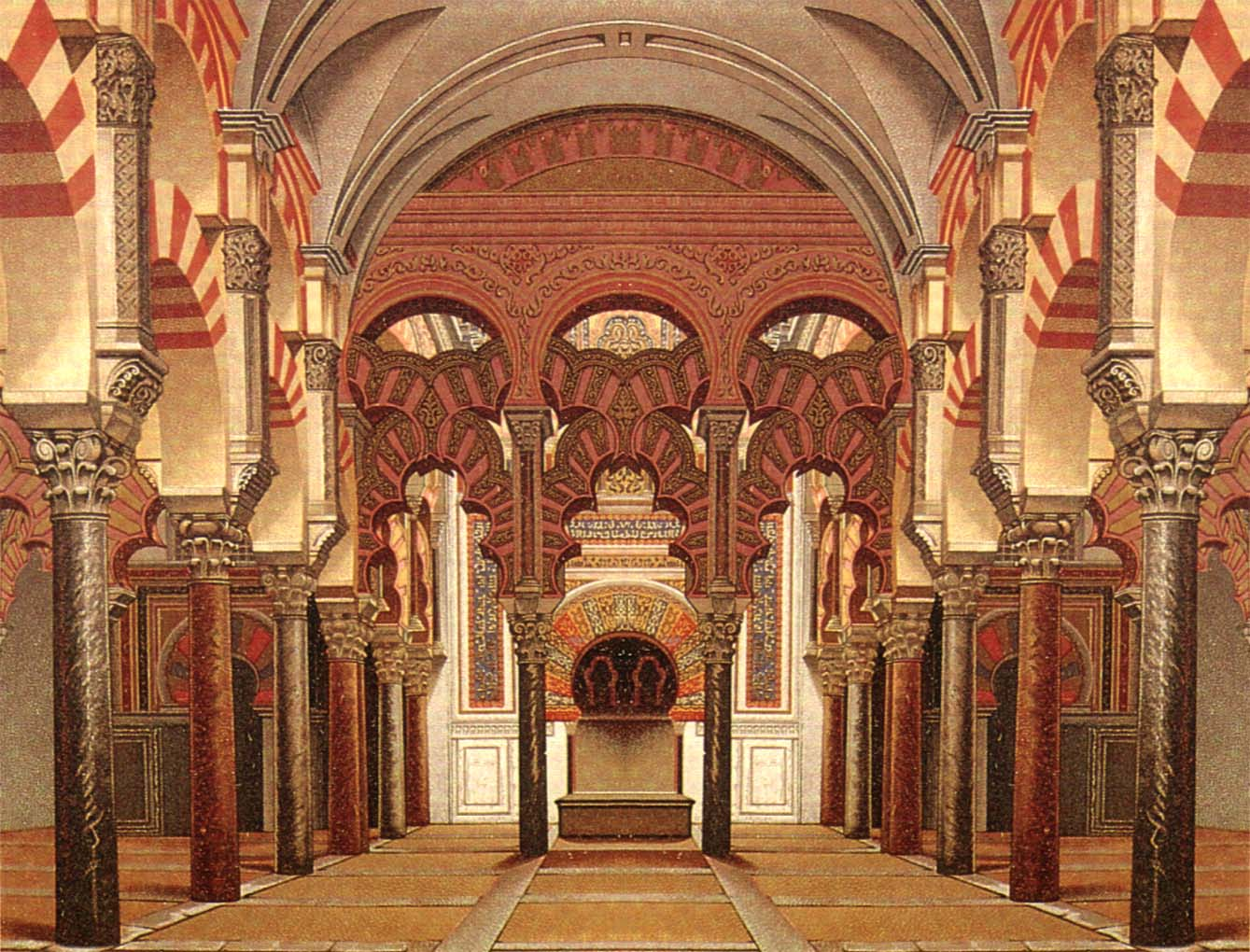
Le Mihrab de la grande mosquée de Cordoue

- 786-788 : début de la construction de la grande mosquée de Cordoue sous le règne d'Abd al-Rahmān, sur les fondations de la basilique Saint-Vincent construite vers 550 (agrandie en 833-848, 962-966 et 991-994)[16]. Les dix-neuf nefs de la salle de prière sont portées par 850 colonnes, la plupart d’origine romaine ou wisigothique, surmontées par des arcs superposés en fer-à-cheval, aux claveaux alternativement blancs et rouges (brique et pierre).

- 790-799 : construction de l'abbaye de Saint-Riquier en forme de croix latine[17].

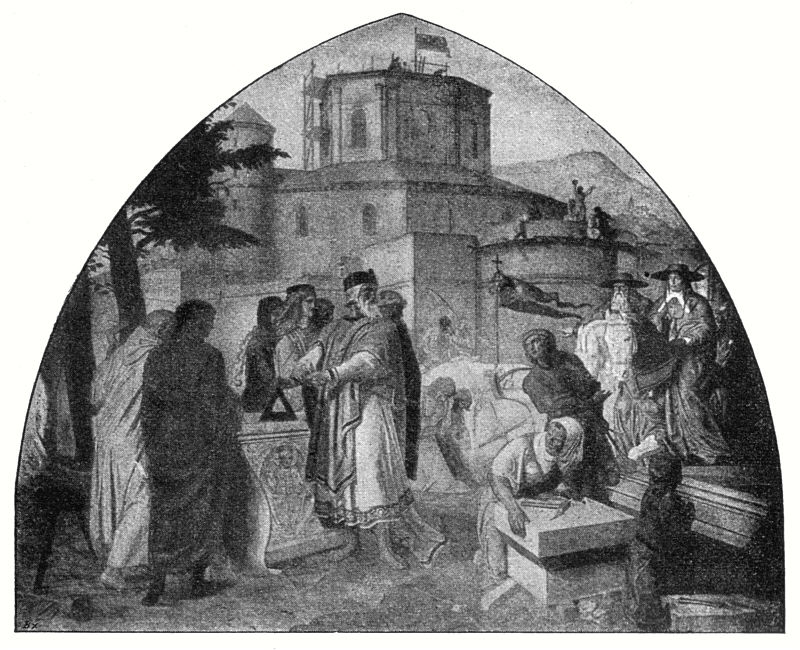
Construction du Palais d'Aix-la-Chapelle, gravure de 1904.

- 794-798 :  construction du palais d'Aix-la-Chapelle[18].
- 796-805 : construction de la chapelle palatine d'Aix-la-Chapelle[19].